# Ortigueira (Parana)
Ortigueira – miasto i gmina w Brazylii, w stanie Parana. Znajduje się w mezoregionie Centro Oriental Paranaense i mikroregionie Telêmaco Borba.